# Lowell Dykstra
Lowell Dykstra (Exeter, 14 september 1952) is een Nederlands componist. In het Nederlands wordt hij soms Lowell Dijkstra genoemd.

## Leven en werk
Dykstra werd in 1952 in Exeter (Ontario, Canada) geboren. Toen hij zeven jaar was emigreerde het gezin naar Nederland. Hij studeerde gitaar aan de Muziekpedagogische Akademie Leeuwarden en compositie aan het Prins Claus Conservatorium. Dykstra kreeg aldaar les van Willem Frederik Bon. Na diens overlijden studeerde hij bij Tristan Keuris aan het Utrechts Conservatorium. In 1990 studeerde hij aldaar af. Hij begon zijn carrière als componist van koormuziek, kamermuziek en werken voor orkesten. Zijn composities zijn uitgevoerd door onder meer het Noordhollands Philharmonisch Orkest, het Noord Nederlands Orkest, het Nederlands Balletorkest, het Nederlands Kamerkoor en verschillende koren en kamermuziekensembles.